# Monts d'Or Azergues Foot
Monts d'Or Azergues Foot (viết tắt: Monts d'Or Azergues, MDA Azergues hoặc MDA Foot; đôi khi được gọi là MDA Chasselay) là một câu lạc bộ bóng đá Pháp được thành lập vào năm 2000. Đội có trụ sở tại thị trấn Chasselay, Rhône và sân vận động của họ là Stade Ludovic Giuly, được đặt theo tên cầu thủ đội tuyển quốc gia Pháp Ludovic Giuly.
Vào ngày 4 tháng 1 năm 2014, đội đã đánh bại Istres lúc đấy đang thi đấu ở Ligue 2 trong loạt sút luân lưu ở vòng 1/32 của Coupe de France.

## liên kết ngoài
- Trang web chính thức của Monts d'Azergues Trang (tiếng Pháp)